# Condado de Pendleton (Kentucky)
El condado de Pendleton (en inglés: Pendleton County), fundado en 1821, es uno de 120 condados del estado estadounidense de Kentucky. En el año 2000, el condado tenía una población de 14,390 habitantes y una densidad poblacional de 20 personas por km². La sede del condado es Hazard.

## Geografía
Según la Oficina del Censo, el condado tiene un área total de 730 km² (281,9 mi²), de la cual 728 km² (281,1 mi²) es tierra y 3 km² (1,2 mi²) (0.47%) es agua.

### Condados adyacentes
- Condado de Kenton (noroeste)
- Condado de Campbell (norte)
- Condado de Clermont (noreste)
- Condado de Bracken (este)
- Condado de Harrison (sur)
- Condado de Grant (oeste)

## Demografía
Según la Oficina del Censo en 2000, los ingresos medios por hogar en el condado eran de $38,125, y los ingresos medios por familia eran $42,589. Los hombres tenían unos ingresos medios de $31,885 frente a los $23,234 para las mujeres. La renta per cápita para el condado era de $16,551. Alrededor del 11.40% de la población estaban por debajo del umbral de pobreza.

## Localidades
- Butler
- De Mossville
- Falmouth
- Williamstown